# ウラジーミル・フェドートフ
ウラジーミル・グリゴーリエヴィチ・フェドートフ（ロシア語: Владимир Григорьевич Федотов、1943年1月18日 - 2009年3月29日）は、ソビエト連邦出身の元サッカー選手。父親はソビエト連邦サッカーリーグの初期に活躍したグリゴリー・フェドートフ（Григорий Федотов、1916年4月11日 -1957年12月8日）。

## 経歴

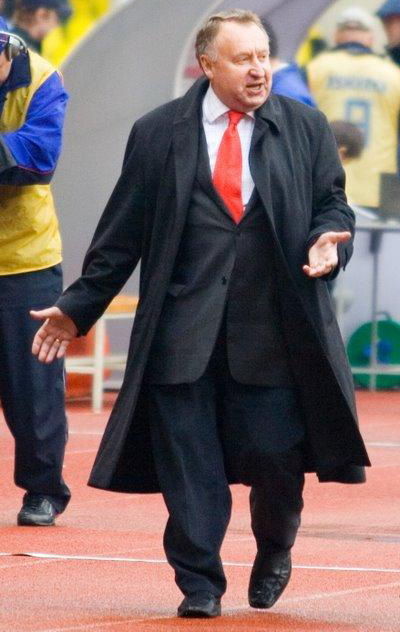

1943年、第二次世界大戦最中のモスクワで生まれた。1960年、父親も所属したPFC CSKAモスクワでキャリアを始め、1975年に現役引退するまでCSKAモスクワ一筋でプレーをした。1964年にはリーグ戦で16得点を挙げ得点王を獲得。キャリア通算105ゴールを挙げ、父親の名を冠したグリゴリー・フェドートフ・クラブに殿堂入りを果たした。
引退後はコーチや監督としての道を歩む。1981年にはSKAロストフ・ナ・ドヌにてUSSRカップ優勝を成し遂げた。2002年からはFCスパルタク・モスクワと関わり、2003年には暫定監督として指揮を執り、2006-2007では1年間指揮を執った。2007–2008まではFCモスクワのスポーツ・ディレクターを務めた。
2009年3月16日、昏睡状態に陥り病院へ運ばれ、3月29日、意識が戻らぬまま死去。66歳没。死因は明らかにされていない。

## 所属クラブ
- PFC CSKAモスクワ 1960-1975

## タイトル

### クラブ
PFC CSKAモスクワ
- ソビエト連邦サッカーリーグ：1 (1970)

### 指導者
SKAロストフ・ナ・ドヌ
- USSRカップ：1 (1981)

### 個人
- ソビエト連邦サッカーリーグ得点王：1 (1964：16ゴール)